# Quiroga (Cotacachi)
Quiroga es una parroquia del cantón de Cotacachi ubicada al sur del mismo en la zona de Intag, en la provincia de Imbabura, Ecuador.

## Historia
El 19 de marzo de 1913, el caserío de “Tiopamba” o “El Arenal” es elevado a la categoría de parroquia civil, con el nombre de Quiroga. Es la parroquia más próxima a la cabecera cantonal (2 km). Entre sus comunidades más interesantes esta Cumbas Conde, Cuicocha, Domingo Sabio, El Punge y otras.
En su jurisdicción en la actualidad ha tomado impulso el cultivomasivo de flores de exportación.

## Comunidades
- San Martín
- CUICOCHA PANA
- Cuicocha
- Cumbas Conde
- Guitarra Ucu
- SAN NICOLAS
- San Antonio del Punge
- SAN JOSE DEL PUNJE
- LA VICTORIA
- QUIROGA

- Datos: Q20620042